# نادي كينسيتاس (سيجارة)
كينيستاس كلوب (تُختصر عادة إلى كلوب) هو علامة تجارية اسكتلندية للسجائر، تمتلك وتصنع حاليًا من قبل مجموعة جالاهر، وهي شركة فرعية لشركة تبغ اليابان. كانت سجائر كلوب في المملكة المتحدة تأتي في عبوة زرقاء مميزة تحمل اسم كلوب ورأس أسد قبل مايو 2017.

## تاريخ
تميزت الإصدارات الأولى من كينسيتاس، جينكين، وبوتلر بتغليف وإعلان يُصور السجائر المقدمة على صينية. واصلت شركة كينستاس استخدام جينكين في إعلاناتها حتى نهاية الخمسينيات من القرن الماضي.
زعمت كينسيتاس أن سجائرها "صُنعت بواسطة عملية كينستاس الخاصة التي تشمل استخدام الأشعة فوق البنفسجية". وشملت شعارات العلامة التجارية عبارات مثل "كينستاس - هذا جيد!" و"إيماننا بأنقى الأوراق" و"جيدة بقدر ما تكون السجائر جيدة حقًا".
تُقدم سجائر كينسيتاس كلوب بأحجام كبيرة وكبيرة جدًا، ولا تتوفر خيارات "خفيفة" أو بنكهة النعناع. في أغسطس 2018، تم إضافة التبغ الملفوف يدويًا إلى مجموعة المنتجات. وقد بنت العلامة التجارية شهرتها باستخدام كوبونات هدايا داخل عبوات السجائر يمكن جمعها واستبدالها في مراكز هدايا كينستاس بالمدن الرئيسية في المملكة المتحدة.
تحتوي علب ومغلفات سجائر كينستاس كلوب على سلسلة متنوعة من بطاقات السجائر، بدءًا من عام 1930 وتضمنت السلسلة أعلام الإمبراطورية البريطانية ودول أوروبا.
في فبراير 2018، أُعيد إطلاق العلامة التجارية بسعر يقارب 7.65 جنيهًا إسترلينيًا للعلبة المكونة من 20 سيجارة، بينما كانت تكلفة العبوة سابقًا حوالي 10.55 جنيهًا إسترلينيًا. وأصبحت جميع علب السجائر المكونة من 10 سجائر غير قانونية في المملكة المتحدة اعتبارًا من مايو 2017.
كل سيجارة تحتوي على 10 ملغ من أول أكسيد الكربون، و10 ملغ من القطران، و0.9 ملغ من النيكوتين.

## الإعلانات الخادعة
استخدمت إعلانات في الجرائد في عام 1932 تحتوي على نسخة خادعة للإعلان عن سجائر كينسيتاس من خلال الادعاء بأنها "ستحمي الحلق" و تأكيد أن "1004 طبيب بريطاني ذكروا أن كينسيتاس أقل تأثيرًا من ناحية التسبب بالتهيج".

## أنظر أيضا
- تدخين التبغ